# Юпяйя
Ю́пяйя (фин. Ypäjä) — община в провинции Канта-Хяме на юго-западе Финляндии. Общая площадь территории — 183,25 км², из которых 0,5 км² покрыто водой.

## Демография
На 31 января 2011 года в общине Юпяйя проживало 2560 человек: 1272 мужчины и 1288 женщин.
Финский язык является родным для 98,25 % жителей, шведский — для 0,78 %. Прочие языки являются родными для 0,97 % жителей общины.
Возрастной состав населения:
- до 14 лет — 15,2 %
- от 15 до 64 лет — 64,18 %
- от 65 лет — 20,82 %

Изменение численности населения по годам:
| Год  | Численность |
| ---- | ----------- |
| 1990 | 2801        |
| 1995 | 2748        |
| 2000 | 2735        |
| 2005 | 2678        |
| 2010 | 2565        |
| 2015 | 2411        |
| 2020 | 2314        |